# چوکوروا هلدینگ
چوکور اُوا هلدینگ (ترکی استانبولی : Çukurova holding) شرکت خوشه‌ای ترکیه‌ای است، که در سال ۱۹۲۳ توسط مهمت کمال کرامحمت تأسیس شد و در زمینه ساخت‌وساز، ارتباطات، فناوری اطلاعات، رسانه‌های گروهی، ترابری، خدمات مالی و انرژی فعالیت می‌کند.